# Laurentius II. von Lebus
Laurentius (deutsch auch Lorenz II.; gest. 1232 oder 1233, polnisch Wawrzyniec II) war Bischof von Lebus von 1209 bis 1232.

## Leben
Laurentius wurde 1209 erstmals erwähnt, als er bei der Taufe eines Sohnes des schlesischen Herzogs Heinrich des Bärtigen anwesend war. In den folgenden Jahren war er mehrfach in dessen Urkunden als Zeuge genannt. Um das Jahr 1219 zog er mit diesem und Herzog Konrad von Masowien zum Kreuzzug gegen die Prußen.
Bischof Laurentius urkundete mehrmals für die schlesischen Zisterzienserklöster Leubus und Trebnitz, das Augustiner-Chorherrenstift in Naumburg am Bober sowie für den Templerorden, in dem er diesen die Zehnten in deren Besitzungen im Bistum Lebus erließ.
Bischof Laurentius wurde letztmals am 31. Oktober 1232 in einer Urkunde genannt. Da sein Nachfolger Heinrich I. 1233 in das Amt kam, muss Laurentius zuvor gestorben sein.
Das angebliche Todesdatum 9. März 1233 in der älteren Literatur beruht auf einer Vermischung von Daten mit denen eines vorherigen Bischofs Laurentius (I.), dessen zum 9. März im Zisterzienserkloster Leubus gedacht wurde.